# Lenzer Horn
Lenzer Horn är en bergstopp i Schweiz.   Den ligger i regionen Albula och kantonen Graubünden, i den östra delen av landet, 170 km öster om huvudstaden Bern. Toppen på Lenzer Horn är 2 906 meter över havet, eller 320 meter över den omgivande terrängen. Bredden vid basen är 2,6 km.
Terrängen runt Lenzer Horn är huvudsakligen bergig. Närmaste större samhälle är Chur, 16,3 km norr om Lenzer Horn. 
I omgivningarna runt Lenzer Horn växer i huvudsak barrskog. Runt Lenzer Horn är det glesbefolkat, med 14 invånare per kvadratkilometer.